# Phare de Ponta do Sinó
Le phare de Ponta do Sinó  est un phare situé sur Ponta do Sinó, la pointe sud de l'île de Sal l'une du groupe des îles de Barlavento, au Cap-Vert.
Ce phare géré par la Direction de la Marine et des Ports (Direcção Geral de Marinha e Portos ou DGMP).

## Histoire
Le premier phare a été construit et achevé en 1892 par le gouvernement colonial portugais et était situé à plus de 400 mètres de la mer. Jusqu'en 2003, la région ne présentait que des petits buissons et des chemins de terre. Au début des années 2010, de nouveaux hôtels et villas ont surgi au nord du phare et ses limites communales se sont étendues pour inclure le phare. À la fin du 20e siècle, la partie inférieure s'est délabrée et l'édifice est devenue trop usagé. Il a été désactivé lorsque le second phare a été terminé.

## Description
La nouvelle tour est quadrangulaire et fait 9 m de haut. Elle est faite de béton, avec un escalier extérieur menant à la petite lanterne. Tout l'édifice est peint en blanc. Elle est érigée à environ 2 km au sud-ouest de la ville de Santa Maria.
Le phare émet, à une hauteur focale de 11 m, trois éclats blancs toutes les quinze secondes; Sa portée nominale est de 8 milles nautiques (environ 15 km).
Identifiant : ARLHS : CAP-007 ; PT-2084 - Amirauté : D2922 - NGA : 113-24164.
|          |
| Le phare |

|            |
| Île de Sal |

### Lien connexe
- Liste des phares au Cap-Vert